# Чардаш (Монти)

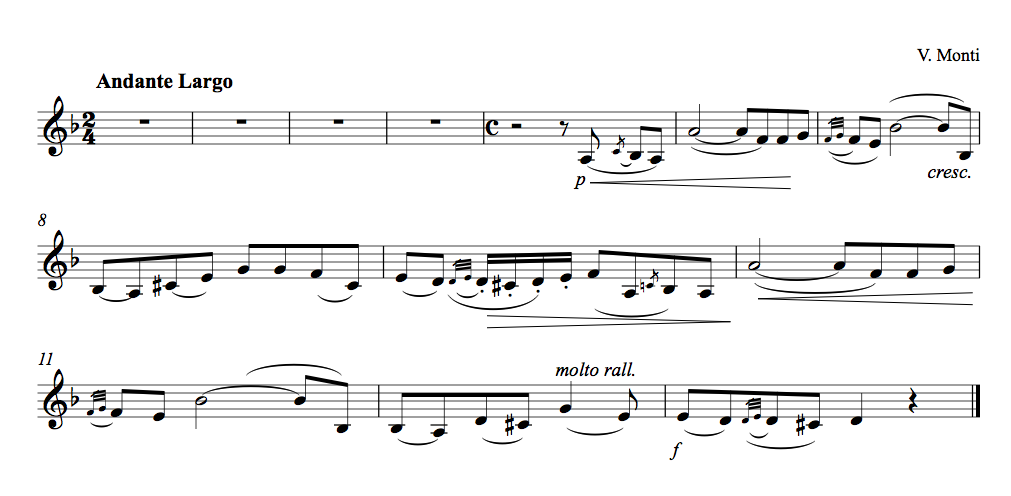
Первые 13 тактов "Чардаша"

Ча́рдаш (венг. Csárdás) — рапсодическая инструментальная пьеса итальянского композитора Витторио Монти, написанное в 1904 году произведение продолжительностью четыре с половиной минуты, базирующееся на венгерском музыкальном фольклоре (чардаши). В оригинале было написано для скрипки, мандолины или фортепиано, но в дальнейшем получило ряд аранжировок для других инструментов и для оркестра.

## Структура
Пьеса состоит из семи частей, различающихся по темпу, а также тональности (первая половина произведения написана в Ре миноре, затем модуляция в Ре мажор, потом обратно в Ре минор и завершается в Ре мажоре).
Список частей:
1. Andante — Largo
2. Allegro vivo
3. Molto meno
4. Meno, quasi lento
5. Allegro vivace
6. Allegretto
7. Molto più vivo

Изменения темпа делают пьесу захватывающей, но специалисты всё равно отмечают, что ей не мешало бы, для усиления ощущений, добавить рубато. Также в пьесе имеется много различных изменений динамики (громкости): от пианиссимо до фортиссимо.

## В культуре
Чардаш Монти стал неотъемлемой частью репертуара, прежде всего, венгерских и цыганских исполнителей. Также его часто исполняют скрипачи-солисты, желающие продемонстрировать свои технические навыки и умение показать тембральные возможности инструмента. Немалой популярностью произведение пользуется и у джазовых музыкантов.
Тема из пьесы неоднократно звучит в болливудском фильме 1951 года Раджа Капура «Бродяга». Грейс Джонс  адаптировала часть мелодии для своего альбома 1978 года Fame.
В 1994 году композиция вошла в сольный альбом «Ягода малина» советской и российской певицы Валентины Легкоступовой.
Леди Гага также использовала эту мелодию для вступления к своей песне Alejandro с её альбома 2009 года The Fame Monster.